# 21. Berlini Nemzetközi Filmfesztivál
A 21. Berlini Nemzetközi Filmfesztivál 1971. június 26. és július 6. között került megrendezésre. Az Arany Medve díjat Vittorio De Sica filmje, a Finzi-Continiék kertje nyerte. A fesztiválon egy új szekciót is bemutattak Young Filmmakers Forumnéven (1987-től International Forum for New Cinema néven futott), ahol az ifjú filmkészítők munkáit vetítették.

## Zsűri
Az alábbi emberek voltak a fesztivál zsűrijének tagjai:
- Bjørn Rasmussen, dán író és filmkritikus - Zsűrielnök
- Ida Ehre, nyugat-német színésznő és a Hamburg Kammerspiele színház rendezője
- Walter Albuquerque Mello, a Festival de Brasília társalapítója
- Paul Claudon, francia producer
- Kenneth Harper, brit producer
- Mani Kaul, indiai filmkészítő
- Charlotte Kerr, nyugat-német színésznő és filmkészítő
- Rex Reed, amerikai filmkritikus
- Giancarlo Zagni, olasz filmkritikus

## A fesztivál programja
Az alábbi filmek voltak versenyben az Arany Medve- és az Ezüst Medve-díjakért:
| Magyar cím                                            | Eredeti cím                                           | Rendező                                                                                               | Ország                                |
| ----------------------------------------------------- | ----------------------------------------------------- | --- | ------------------------------------- |
| 1501 1/2                                              | 1501 1/2                                              | Paul B. Price                                                                                         | Amerikai Egyesült Államok             |
| Ang.: Lone                                            | Ang.: Lone                                            | Franz Ernst                                                                                           | Dánia                                 |
| Argentina, mayo de 1969: Los caminos de la liberación | Argentina, mayo de 1969: Los caminos de la liberación | Octavio Getino, Nemesio Juárez, Rodolfo Kuhn, Jorge Martín, Humberto Ríos, Eliseo Subiela, Pablo Szir | Argentína                             |
| Áldd meg az állatokat és a gyermekeket                | Bless the Beasts and Children                         | Stanley Kramer                                                                                        | Amerikai Egyesült Államok             |
| Bloomfield                                            | Bloomfield                                            | Richard Harris                                                                                        | Egyesült Királyság, Izrael            |
| Szégyenlős Charlie                                    | Lyckliga skitar                                       | Vilgot Sjöman                                                                                         | Svédország                            |
| A macska                                              | Le Chat                                               | Pierre Granier-Deferre                                                                                | Franciaország, Olaszország            |
| Dekameron                                             | Il Decameron                                          | Pier Paolo Pasolini                                                                                   | Olaszország                           |
| Hova tűnt szép napok                                  | Desperate Characters                                  | Frank D. Gilroy                                                                                       | Amerikai Egyesült Államok             |
| Die Ordnung                                           | Die Ordnung                                           | Bohumil Stepan, Boris von Borresholm                                                                  | Nyugat-Németország                    |
| Dulcima                                               | Dulcima                                               | Frank Nesbitt                                                                                         | Egyesült Királyság                    |
| Die ersten Tage                                       | Die ersten Tage                                       | Herbert Holba                                                                                         | Ausztria                              |
| Egy álmodozó négy éjszakája                           | Quatre nuits d'un rêveur                              | Robert Bresson                                                                                        | Franciaország, Olaszország            |
| Finzi-Continiék kertje                                | Il giardino dei Finzi-Contini                         | Vittorio De Sica                                                                                      | Olaszország                           |
| Wer im Glashaus liebt...                              | Wer im Glashaus liebt...                              | Michael Verhoeven                                                                                     | Nyugat-Németország                    |
| Milyen ízletes volt az a francia!                     | Como Era Gostoso o Meu Francês                        | Nelson Pereira dos Santos                                                                             | Brazília                              |
| In continuo                                           | In continuo                                           | Vlatko Gilić                                                                                          | Jugoszlávia                           |
| Jaider, der einsame Jäger                             | Jaider, der einsame Jäger                             | Volker Vogeler                                                                                        | Nyugat-Németország                    |
| Éljen a halál                                         | Viva la muerte                                        | Fernando Arrabal                                                                                      | Franciaország, Tunézia                |
| Love Is War                                           | Love Is War                                           | Ragnar Lasse-Henriksen                                                                                | Norvégia                              |
| A riszálás művészete                                  | Ninì Tirabusciò: la donna che inventò la mossa        | Marcello Fondato                                                                                      | Olaszország, Franciaország            |
| Vörös kalászok                                        | Rdeče klasje                                          | Živojin Pavlović                                                                                      | Jugoszlávia                           |
| Találkozó Brayban                                     | Rendez-vous à Bray                                    | André Delvaux                                                                                         | Franciaország, Belgium                |
| Ai futatabi                                           | 愛ふたたび                                            | Kon Ichikawa                                                                                          | Japán                                 |
| Érintés                                               | Beröringen                                            | Ingmar Bergman                                                                                        | Svédország, Amerikai Egyesült Államok |
| Whity                                                 | Whity                                                 | Rainer Werner Fassbinder                                                                              | Nyugat-Németország                    |

### Young Filmmakers Forum
- The Murder of Fred Hampton - Howard Alk (Amerikai Egyesült Államok)
- Bananera libertad - Peter von Gunten (Svájc)
- La bandera que levantamos - Mario Jacob, Eduardo Terra (Uruguay)
- La Bataille des dix millions - Chris Marker, Valérie Mayoux (Franciaország, Kuba)
- Szertartás (The Ceremony) - Nagisa Ōshima (Japán)
- Chicago 70 - Kerry Feltham (Amerikai Egyesült Államok, Kanada)
- Geschichten vom Kübelkind - Edgar Reitz, Ula Stöckl (Nyugat-Németország)
- Der Große Verhau - Alexander Kluge (Nyugat-Németország)
- Ich liebe dich, ich töte dich - Uwe Brandner (Nyugat-Németország)
- James ou pas - Michel Soutter (Svájc)
- Leave Me Alone - Gerhard Theuring (Nyugat-Németország)
- La memoria di Kunz - Ivo Barnabò Micheli (Olaszország)
- Monangambé - Sarah Maldoror (Angola)
- Nicht der Homosexuelle ist pervers, sondern die Situation, in der er lebt - Rosa von Praunheim (Nyugat-Németország)
- No pincha! - Tobias Engel (Burkina Faso, Franciaország)
- Olimpia agli amici - Adriano Aprà (Olaszország)
- Megszállottság (Ossessione), directed by Luchino Visconti (Italy)
- Ostia - Sergio Citti (Olaszország)
- Agyagsánc (Ramparts of Clay) - Jean-Louis Bertuccelli (Franciaország, Algéria)
- Rekonstrukció (The Reconstruction) - Theo Angelopoulos (Görögország)
- A szalamandra (The Salamander) - Alain Tanner (Svájc, Franciaország)
- Boldogság (Happiness) - Aleksandr Medvedkin (Szovjetunió)
- A Föld egyhatoda (Шестая часть мира) - Dziga Vertov (Szovjetunió)
- Tropici - Gianni Amico (Olaszország)
- Umano, non umano - Mario Schifano (Olaszország)
- Voto + fusil - Helvio Soto (Chile)
- Wechma - Hamid Benani (Marokkó)
- The Woman's Film - Louise Alaimo, Judy Smith, Ellen Sorren (Amerikai Egyesült Államok)
- W. R. - Az organizmus misztériuma (W.R.: Mysteries of the Organism|WR: Mysteries of the Organism) - Dušan Makavejev (Jugoszlávia, Nyugat-Németország)

## Győztesek
- Arany Medve: Finzi-Continiék kertje (Vittorio De Sica)
- Ezüst Medve díj a legjobb színésznőnek: 
  - Simone Signoret (A macska)
  - Shirley MacLaine (Hova tűnt szép napok)
- Ezüst Medve díj a legjobb színésznek: Jean Gabin (A macska)
- Ezüst Medve díj egyedülálló teljesítményért:
  - Ragnar Lasse-Henriksen (Love Is War)
  - Frank D. Gilroy (Hova tűnt szép napok)
- Zsűri Nagydíja: Dekameron (Pier Paolo Pasolini)
- Tiszteletbeli említés: Ang.: Lone (Franz Ernst)

## Fordítás
- Ez a szócikk részben vagy egészben  a(z)   21st Berlin International Film Festival című angol Wikipédia-szócikk fordításán alapul.  Az eredeti cikk szerkesztőit annak laptörténete sorolja fel. Ez a jelzés csupán a megfogalmazás eredetét és a szerzői jogokat jelzi, nem szolgál a cikkben szereplő információk forrásmegjelöléseként.